# Vesna Jovanović
Vesna Jovanović est une joueuse de volley-ball serbe née le 27 octobre 1983 à Subotica (Voïvodine). Elle mesure 1,92 m et joue centrale.

## Clubs
| Club                 | Pays     | De        | À         |
| -------------------- | -------- | --------- | --------- |
| Spartak Subotica     | Serbie   | 2004-2005 | 2005-2006 |
| Postar 064 Belgrade  | Serbie   | 2006-2007 | 2006-2007 |
| Le Cannet-Rocheville | France   | 2007-2008 | 2008-2009 |
| Oxidoc Palma         | Espagne  | 2009-2010 | 2009-2010 |
| PA Venelles VB       | France   | 2010-2011 | 2010-2011 |
| VK Prostějov         | Tchéquie | 2011-2012 | 2011-2012 |
| PSPS Chemik Police   | Pologne  | 2012-2013 | 2012-2013 |
| Quimper Volley 29    | France   | jan 2014  | …         |

## Palmarès

### Clubs
- Championnat de Serbie
  - Vainqueur : 2007
- Coupe de Serbie
  - Vainqueur : 2007
- Coupe de France
  - Finaliste : 2008
- Coupe de la CEV
  - Finaliste : 2008
- Championnat de Tchéquie
  - Vainqueur : 2012.

### Récompenses individuelles
- Coupe de la CEV féminine 2007-2008: Meilleure marqueuse et MVP.